# Modus tollendo ponens
Der Modus tollendo ponens oder Disjunktive Syllogismus ist eine Schlussfigur der klassischen Aussagenlogik bzw. eine Schlussregel vieler logischer Kalküle, die es erlaubt, aus einem Satz der Form A oder B und einem Satz der Form Nicht A auf einen Satz der Form B zu schließen. Es wird also – inhaltlich gesprochen – aus dem Wissen, dass mindestens einer von zwei Sachverhalten bestehen muss, dass aber einer der beiden nicht besteht, darauf geschlossen, dass der andere der beiden bestehen muss. 
Der lateinische Name Modus tollendo ponens, frei: „Schlussweise (modus), die durch das Zurückweisen [Verneinen] (tollendo) [einer Aussage] eine [andere] Aussage setzt [herleitet] (ponens)“, erklärt sich daraus, dass bei gegebener erster Prämisse, A ∨ B, durch das Verneinen (¬A) einer Aussage eine andere Aussage, B, „gesetzt“ (hergeleitet) wird.
Da ein Satz A ∨ B auch Disjunktion genannt wird, bezeichnet man den Modus tollendo ponens gelegentlich als „Disjunktiven Syllogismus“.

## Formulierung und Beispiel
Aus den Prämissen der Form {\displaystyle A\lor B} und {\displaystyle \neg A} folgt die Konklusion {\displaystyle B}.
|                       | {\displaystyle A\lor B} |
|                       | {\displaystyle \neg A}  |
| modus tollendo ponens | {\displaystyle B}       |

|                       | Es ist Tag oder Nacht. |
|                       | Es ist nicht Tag.      |
| modus tollendo ponens | Es ist Nacht.          |

## Beweis
Die logische Äquivalenz der Aussagen A ∨ B und ¬A → B folgt aus den Definitionen der Disjunktion, Subjunktion und der Negation.
| A | B |  | ¬A |  | A∨B | {\displaystyle \Leftrightarrow } | ¬A→B |
| f | f |  | w  |  | f   |                                  | f    |
| f | w |  | w  |  | w   |                                  | w    |
| w | f |  | f  |  | w   |                                  | w    |
| w | w |  | f  |  | w   |                                  | w    |